# Van Hool A300
La A300 è una serie di autobus prodotta a partire dal 1996 dall'azienda belga Van Hool.
Per i modelli usciti di fabbrica a partire dal 2003 è utilizzata la denominazione New A300.

## Caratteristiche tecniche
L'autobus è prodotto nelle versioni da 10.5, 12, 18 e 24 metri, con soluzioni da 2, 3, 4 o più porte in base alla lunghezza.
Fra le peculiarità di questa gamma di veicoli figura la posizione del motore, collocato al centro della vettura (A300). Nella nuova gamma di autobus VanHool, questa peculiarità non esiste più in quanto il vano motore è in posizione posteriore laterale (A330), tranne che nelle versioni snodate che nonostante abbiano subíto anch'esse un restyling, vengono chiamate "New AG300" (I vari suffissi alla sigla 3x0 indicato proprio la tipologia del bus).

## Versioni
Le versioni in produzione sono:
- A330: evoluzione dell'A300.
- New AG300 autobus ribassato da 18 metri con motore centrale (nella cassa anteriore).
- New AGG300 autobus ribassato biarticolato da 24 metri con motore nella prima cassa del veicolo.
- A360: autobus semiribassato (low entry) da 12 metri con motore posteriore.

### Europa
Sul mercato europeo i Van Hool serie A300 sono disponibili con differenti alimentazioni:
diesel, gpl, metano, filobus bimodale, ibrido elettrico/diesel, idrogeno.

### Nord America
In America del Nord, il Van Hool New AG300 (18 metri) e A330 (12 metri) è disponibile unicamente in versione GNV.

## Diffusione
In Italia, diversi esemplari furono acquistati, nel 1997, da Conerobus (Ancona): precisamente 8 A300 a gasolio, carrozzati De Simon.

## Galleria d'immagini

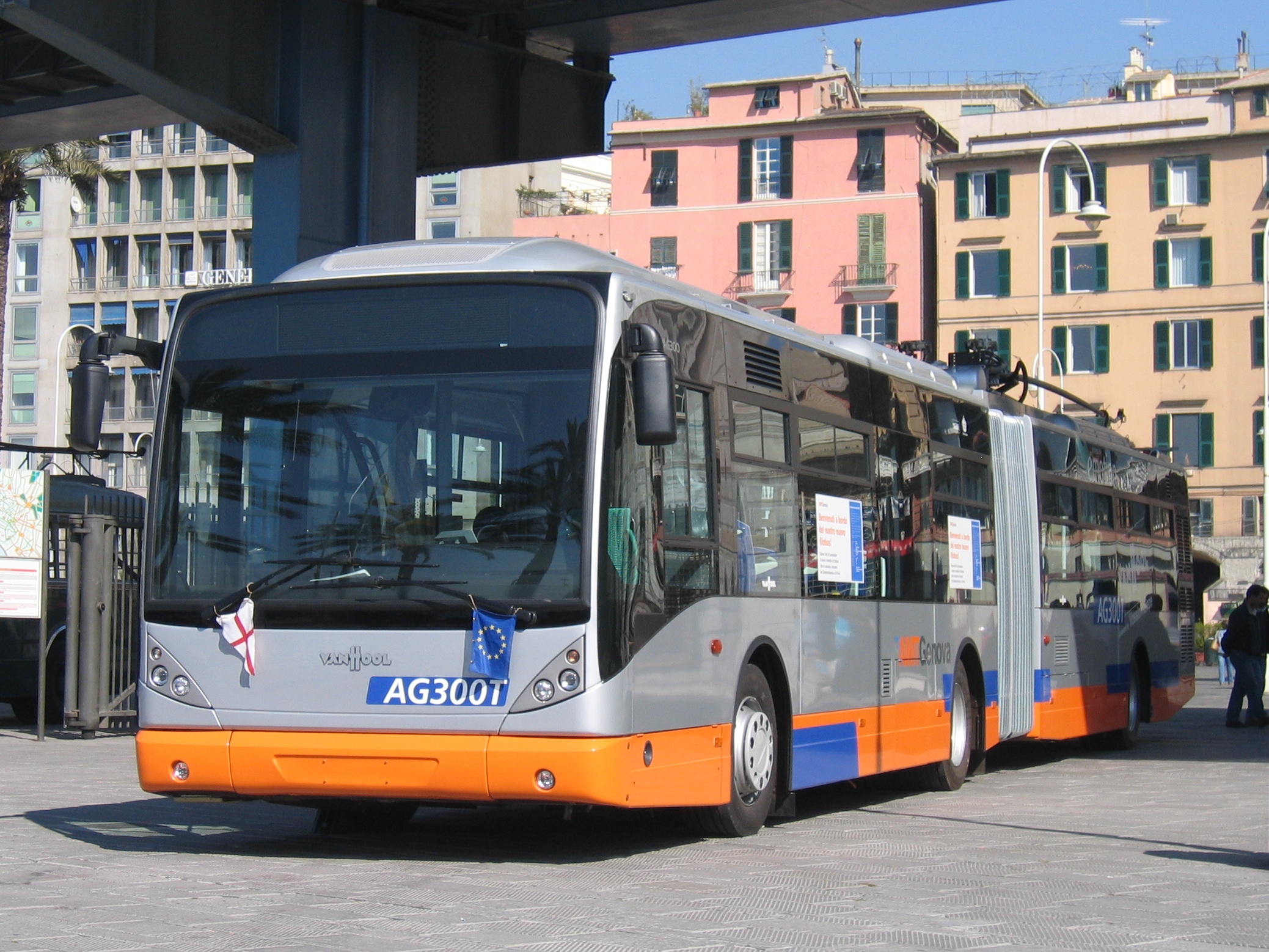
Filobus 18m Van Hool AG300T - Genova (Italia)
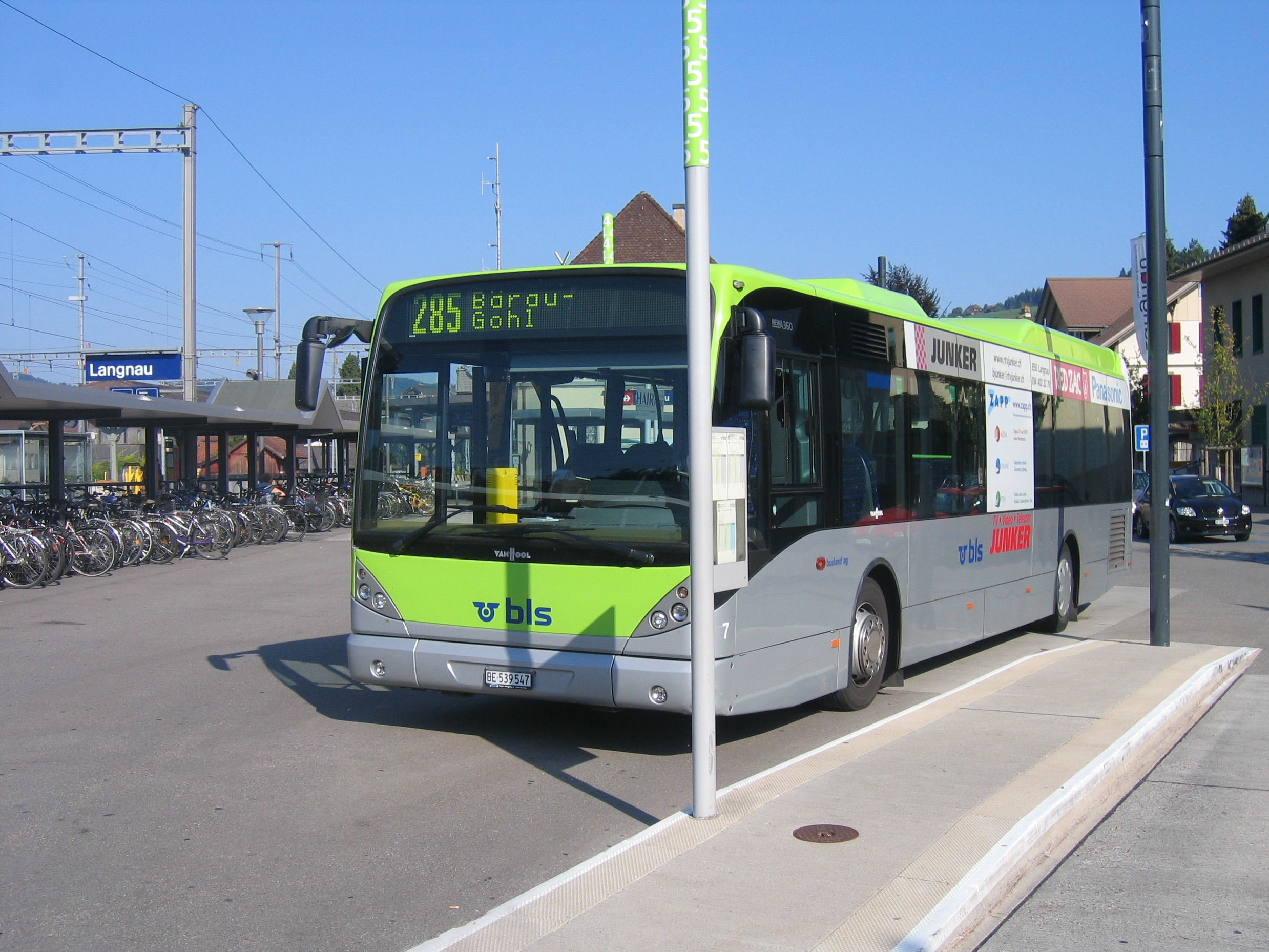
Autobus 12m Van Hool AG300 - Langnau i. E. (Svizzera)
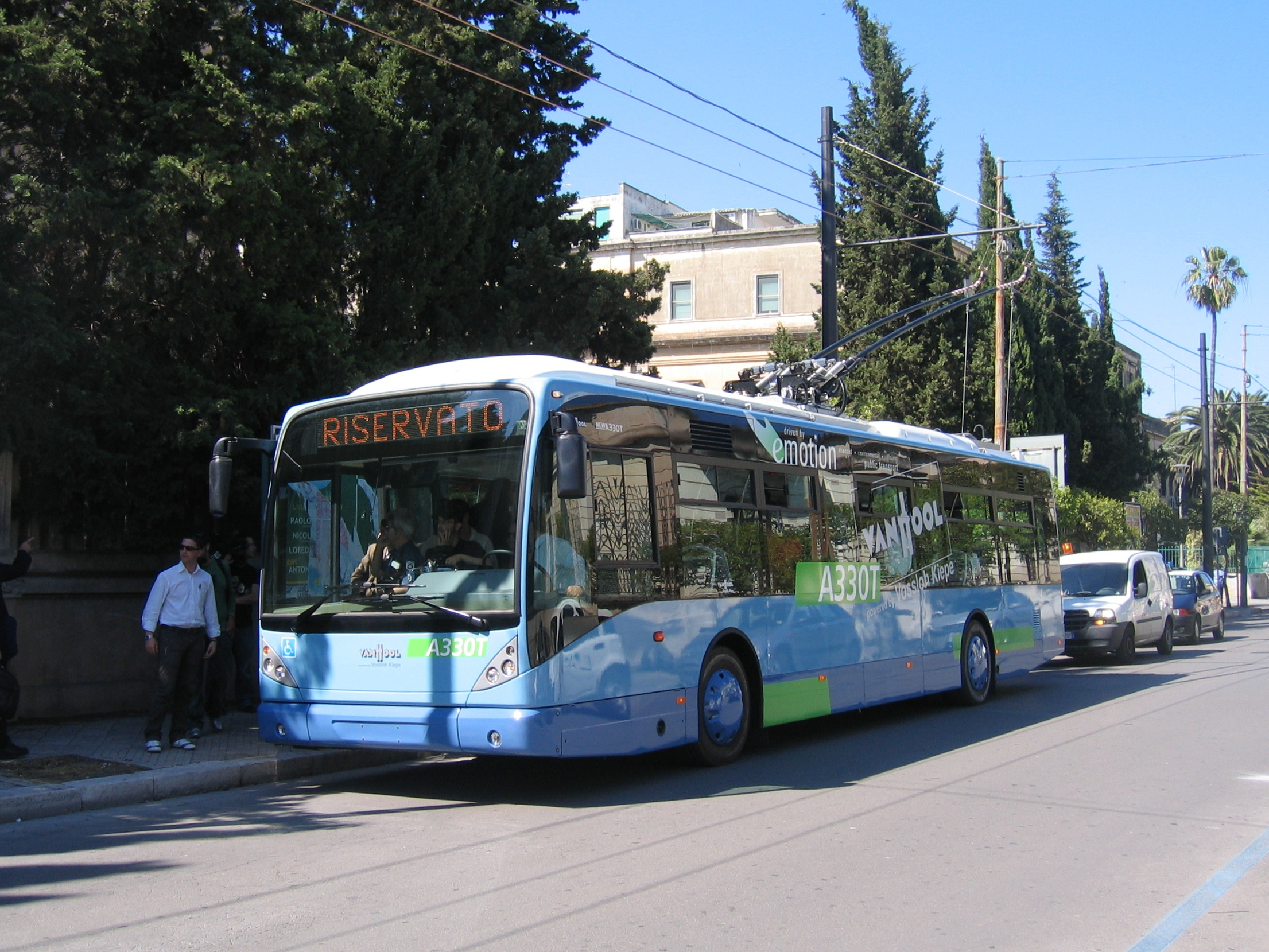
Filobus 12m Van Hool A330T - Lecce (Italia)
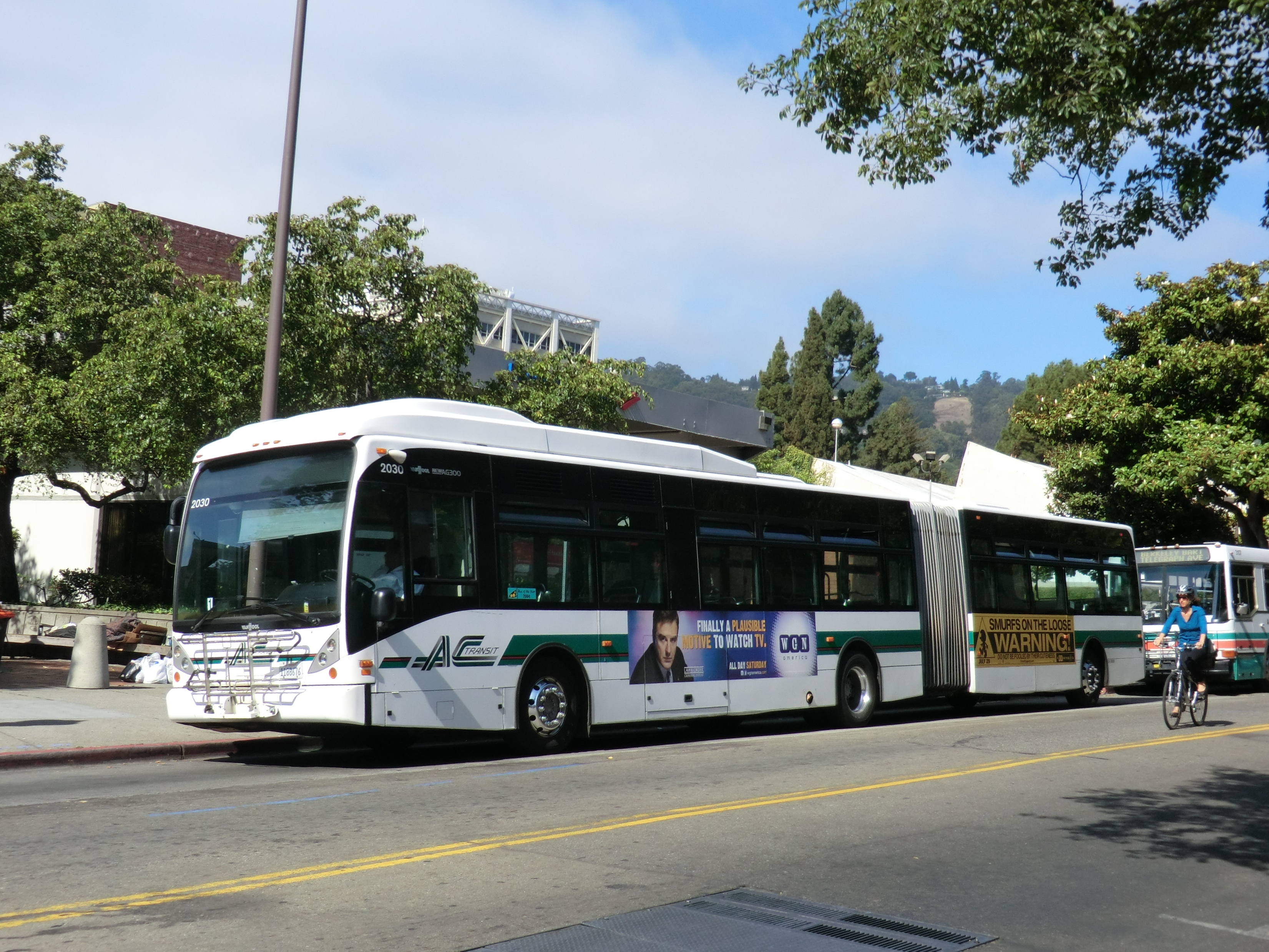
Autobus 18 m Van Hool AG300 - Oakland (California, USA)